# جان مودی (بازیکن فوتبال)
جان مودی (انگلیسی: John Moody; ۱ نوامبر ۱۹۰۴ – ۲۳ آوریل ۱۹۶۳) بازیکن فوتبال اهل بریتانیا بود.
از باشگاه‌هایی که در آن بازی کرده‌است می‌توان به باشگاه فوتبال آرسنال، باشگاه فوتبال چسترفیلد، باشگاه فوتبال دونکستر راورز، باشگاه فوتبال منچستر یونایتد، و باشگاه فوتبال برافورد پارک آونیو اشاره کرد.